# Enteogeny
Enteogeny (gr. ἔν, en, „w”, i θεός, theós, „bóg”; bóg wewnątrz) – w najściślejszym rozumieniu są to substancje psychoaktywne (najczęściej zawarte w roślinach psychodeliki) indukujące mistyczne i duchowe doświadczenia. W szerszym rozumieniu są to zarówno naturalne, jak i syntetyczne substancje powodujące odmienne stany świadomości podobne do tych wywołanych w szamańskich rytuałach. W niektórych kontekstach słowo enteogeny jest używane zamiennie ze słowem psychodeliki. Gordon Wasson proponował ten termin jako określenie grupy substancji psychoaktywnych, które pełniły ważną rolę w obrzędach religijnych przednowoczesnych kultur.